# East Grand Rapids
East Grand Rapids – miasto w Stanach Zjednoczonych, w stanie Michigan, w hrabstwie Kent.